# Mankato (Kansas)
Pour les articles homonymes, voir Mankato.
La ville de Mankato est le siège du comté de Jewell, situé dans l’État du Kansas, aux États-Unis. Lors du recensement de 2010, sa population s’élevait à 869 habitants.

## Source
- (en) Cet article est partiellement ou en totalité issu de l’article de Wikipédia en anglais intitulé « Mankato, Kansas » (voir la liste des auteurs).